# 1468
Portal Geschichte | Portal Biografien | Aktuelle Ereignisse | Jahreskalender | Tagesartikel

◄ |
14. Jahrhundert |
15. Jahrhundert
| 16. Jahrhundert | ►

◄ |
1430er |
1440er |
1450er |
1460er
| 1470er | 1480er | 1490er | ►

◄◄ |
◄ |
1464 |
1465 |
1466 |
1467 |
1468
| 1469 | 1470 | 1471 | 1472 | ► | ►►
Staatsoberhäupter  · Nekrolog
| Januar | Januar | Januar | Januar | Januar | Januar | Januar | Januar |
| Kw     | Mo     | Di     | Mi     | Do     | Fr     | Sa     | So     |
| ------ | ------ | ------ | ------ | ------ | ------ | ------ | ------ |
| 53     |        |        |        |        | 1      | 2      | 3      |
| 1      | 4      | 5      | 6      | 7      | 8      | 9      | 10     |
| 2      | 11     | 12     | 13     | 14     | 15     | 16     | 17     |
| 3      | 18     | 19     | 20     | 21     | 22     | 23     | 24     |
| 4      | 25     | 26     | 27     | 28     | 29     | 30     | 31     |

| Februar | Februar | Februar | Februar | Februar | Februar | Februar | Februar |
| Kw      | Mo      | Di      | Mi      | Do      | Fr      | Sa      | So      |
| ------- | ------- | ------- | ------- | ------- | ------- | ------- | ------- |
| 5       | 1       | 2       | 3       | 4       | 5       | 6       | 7       |
| 6       | 8       | 9       | 10      | 11      | 12      | 13      | 14      |
| 7       | 15      | 16      | 17      | 18      | 19      | 20      | 21      |
| 8       | 22      | 23      | 24      | 25      | 26      | 27      | 28      |
| 9       | 29      |         |         |         |         |         |         |

| März | März | März | März | März | März | März | März |
| Kw   | Mo   | Di   | Mi   | Do   | Fr   | Sa   | So   |
| ---- | ---- | ---- | ---- | ---- | ---- | ---- | ---- |
| 9    |      | 1    | 2    | 3    | 4    | 5    | 6    |
| 10   | 7    | 8    | 9    | 10   | 11   | 12   | 13   |
| 11   | 14   | 15   | 16   | 17   | 18   | 19   | 20   |
| 12   | 21   | 22   | 23   | 24   | 25   | 26   | 27   |
| 13   | 28   | 29   | 30   | 31   |      |      |      |

| April | April | April | April | April | April | April | April |
| Kw    | Mo    | Di    | Mi    | Do    | Fr    | Sa    | So    |
| ----- | ----- | ----- | ----- | ----- | ----- | ----- | ----- |
| 13    |       |       |       |       | 1     | 2     | 3     |
| 14    | 4     | 5     | 6     | 7     | 8     | 9     | 10    |
| 15    | 11    | 12    | 13    | 14    | 15    | 16    | 17    |
| 16    | 18    | 19    | 20    | 21    | 22    | 23    | 24    |
| 17    | 25    | 26    | 27    | 28    | 29    | 30    |       |

| Mai | Mai | Mai | Mai | Mai | Mai | Mai | Mai |
| Kw  | Mo  | Di  | Mi  | Do  | Fr  | Sa  | So  |
| --- | --- | --- | --- | --- | --- | --- | --- |
| 17  |     |     |     |     |     |     | 1   |
| 18  | 2   | 3   | 4   | 5   | 6   | 7   | 8   |
| 19  | 9   | 10  | 11  | 12  | 13  | 14  | 15  |
| 20  | 16  | 17  | 18  | 19  | 20  | 21  | 22  |
| 21  | 23  | 24  | 25  | 26  | 27  | 28  | 29  |
| 22  | 30  | 31  |     |     |     |     |     |

| Juni | Juni | Juni | Juni | Juni | Juni | Juni | Juni |
| Kw   | Mo   | Di   | Mi   | Do   | Fr   | Sa   | So   |
| ---- | ---- | ---- | ---- | ---- | ---- | ---- | ---- |
| 22   |      |      | 1    | 2    | 3    | 4    | 5    |
| 23   | 6    | 7    | 8    | 9    | 10   | 11   | 12   |
| 24   | 13   | 14   | 15   | 16   | 17   | 18   | 19   |
| 25   | 20   | 21   | 22   | 23   | 24   | 25   | 26   |
| 26   | 27   | 28   | 29   | 30   |      |      |      |

| Juli | Juli | Juli | Juli | Juli | Juli | Juli | Juli |
| Kw   | Mo   | Di   | Mi   | Do   | Fr   | Sa   | So   |
| ---- | ---- | ---- | ---- | ---- | ---- | ---- | ---- |
| 26   |      |      |      |      | 1    | 2    | 3    |
| 27   | 4    | 5    | 6    | 7    | 8    | 9    | 10   |
| 28   | 11   | 12   | 13   | 14   | 15   | 16   | 17   |
| 29   | 18   | 19   | 20   | 21   | 22   | 23   | 24   |
| 30   | 25   | 26   | 27   | 28   | 29   | 30   | 31   |

| August | August | August | August | August | August | August | August |
| Kw     | Mo     | Di     | Mi     | Do     | Fr     | Sa     | So     |
| ------ | ------ | ------ | ------ | ------ | ------ | ------ | ------ |
| 31     | 1      | 2      | 3      | 4      | 5      | 6      | 7      |
| 32     | 8      | 9      | 10     | 11     | 12     | 13     | 14     |
| 33     | 15     | 16     | 17     | 18     | 19     | 20     | 21     |
| 34     | 22     | 23     | 24     | 25     | 26     | 27     | 28     |
| 35     | 29     | 30     | 31     |        |        |        |        |

| September | September | September | September | September | September | September | September |
| Kw        | Mo        | Di        | Mi        | Do        | Fr        | Sa        | So        |
| --------- | --------- | --------- | --------- | --------- | --------- | --------- | --------- |
| 35        |           |           |           | 1         | 2         | 3         | 4         |
| 36        | 5         | 6         | 7         | 8         | 9         | 10        | 11        |
| 37        | 12        | 13        | 14        | 15        | 16        | 17        | 18        |
| 38        | 19        | 20        | 21        | 22        | 23        | 24        | 25        |
| 39        | 26        | 27        | 28        | 29        | 30        |           |           |

| Oktober | Oktober | Oktober | Oktober | Oktober | Oktober | Oktober | Oktober |
| Kw      | Mo      | Di      | Mi      | Do      | Fr      | Sa      | So      |
| ------- | ------- | ------- | ------- | ------- | ------- | ------- | ------- |
| 39      |         |         |         |         |         | 1       | 2       |
| 40      | 3       | 4       | 5       | 6       | 7       | 8       | 9       |
| 41      | 10      | 11      | 12      | 13      | 14      | 15      | 16      |
| 42      | 17      | 18      | 19      | 20      | 21      | 22      | 23      |
| 43      | 24      | 25      | 26      | 27      | 28      | 29      | 30      |
| 44      | 31      |         |         |         |         |         |         |

| November | November | November | November | November | November | November | November |
| Kw       | Mo       | Di       | Mi       | Do       | Fr       | Sa       | So       |
| -------- | -------- | -------- | -------- | -------- | -------- | -------- | -------- |
| 44       |          | 1        | 2        | 3        | 4        | 5        | 6        |
| 45       | 7        | 8        | 9        | 10       | 11       | 12       | 13       |
| 46       | 14       | 15       | 16       | 17       | 18       | 19       | 20       |
| 47       | 21       | 22       | 23       | 24       | 25       | 26       | 27       |
| 48       | 28       | 29       | 30       |          |          |          |          |

| Dezember | Dezember | Dezember | Dezember | Dezember | Dezember | Dezember | Dezember |
| Kw       | Mo       | Di       | Mi       | Do       | Fr       | Sa       | So       |
| -------- | -------- | -------- | -------- | -------- | -------- | -------- | -------- |
| 48       |          |          |          | 1        | 2        | 3        | 4        |
| 49       | 5        | 6        | 7        | 8        | 9        | 10       | 11       |
| 50       | 12       | 13       | 14       | 15       | 16       | 17       | 18       |
| 51       | 19       | 20       | 21       | 22       | 23       | 24       | 25       |
| 52       | 26       | 27       | 28       | 29       | 30       | 31       |          |

| Januar | Januar | Januar | Januar | Januar | Januar | Januar | Januar |
| Kw     | Mo     | Di     | Mi     | Do     | Fr     | Sa     | So     |
| ------ | ------ | ------ | ------ | ------ | ------ | ------ | ------ |
| 53     |        |        |        |        | 1      | 2      | 3      |
| 1      | 4      | 5      | 6      | 7      | 8      | 9      | 10     |
| 2      | 11     | 12     | 13     | 14     | 15     | 16     | 17     |
| 3      | 18     | 19     | 20     | 21     | 22     | 23     | 24     |
| 4      | 25     | 26     | 27     | 28     | 29     | 30     | 31     |

| Februar | Februar | Februar | Februar | Februar | Februar | Februar | Februar |
| Kw      | Mo      | Di      | Mi      | Do      | Fr      | Sa      | So      |
| ------- | ------- | ------- | ------- | ------- | ------- | ------- | ------- |
| 5       | 1       | 2       | 3       | 4       | 5       | 6       | 7       |
| 6       | 8       | 9       | 10      | 11      | 12      | 13      | 14      |
| 7       | 15      | 16      | 17      | 18      | 19      | 20      | 21      |
| 8       | 22      | 23      | 24      | 25      | 26      | 27      | 28      |
| 9       | 29      |         |         |         |         |         |         |

| März | März | März | März | März | März | März | März |
| Kw   | Mo   | Di   | Mi   | Do   | Fr   | Sa   | So   |
| ---- | ---- | ---- | ---- | ---- | ---- | ---- | ---- |
| 9    |      | 1    | 2    | 3    | 4    | 5    | 6    |
| 10   | 7    | 8    | 9    | 10   | 11   | 12   | 13   |
| 11   | 14   | 15   | 16   | 17   | 18   | 19   | 20   |
| 12   | 21   | 22   | 23   | 24   | 25   | 26   | 27   |
| 13   | 28   | 29   | 30   | 31   |      |      |      |

| April | April | April | April | April | April | April | April |
| Kw    | Mo    | Di    | Mi    | Do    | Fr    | Sa    | So    |
| ----- | ----- | ----- | ----- | ----- | ----- | ----- | ----- |
| 13    |       |       |       |       | 1     | 2     | 3     |
| 14    | 4     | 5     | 6     | 7     | 8     | 9     | 10    |
| 15    | 11    | 12    | 13    | 14    | 15    | 16    | 17    |
| 16    | 18    | 19    | 20    | 21    | 22    | 23    | 24    |
| 17    | 25    | 26    | 27    | 28    | 29    | 30    |       |

| Mai | Mai | Mai | Mai | Mai | Mai | Mai | Mai |
| Kw  | Mo  | Di  | Mi  | Do  | Fr  | Sa  | So  |
| --- | --- | --- | --- | --- | --- | --- | --- |
| 17  |     |     |     |     |     |     | 1   |
| 18  | 2   | 3   | 4   | 5   | 6   | 7   | 8   |
| 19  | 9   | 10  | 11  | 12  | 13  | 14  | 15  |
| 20  | 16  | 17  | 18  | 19  | 20  | 21  | 22  |
| 21  | 23  | 24  | 25  | 26  | 27  | 28  | 29  |
| 22  | 30  | 31  |     |     |     |     |     |

| Juni | Juni | Juni | Juni | Juni | Juni | Juni | Juni |
| Kw   | Mo   | Di   | Mi   | Do   | Fr   | Sa   | So   |
| ---- | ---- | ---- | ---- | ---- | ---- | ---- | ---- |
| 22   |      |      | 1    | 2    | 3    | 4    | 5    |
| 23   | 6    | 7    | 8    | 9    | 10   | 11   | 12   |
| 24   | 13   | 14   | 15   | 16   | 17   | 18   | 19   |
| 25   | 20   | 21   | 22   | 23   | 24   | 25   | 26   |
| 26   | 27   | 28   | 29   | 30   |      |      |      |

| Juli | Juli | Juli | Juli | Juli | Juli | Juli | Juli |
| Kw   | Mo   | Di   | Mi   | Do   | Fr   | Sa   | So   |
| ---- | ---- | ---- | ---- | ---- | ---- | ---- | ---- |
| 26   |      |      |      |      | 1    | 2    | 3    |
| 27   | 4    | 5    | 6    | 7    | 8    | 9    | 10   |
| 28   | 11   | 12   | 13   | 14   | 15   | 16   | 17   |
| 29   | 18   | 19   | 20   | 21   | 22   | 23   | 24   |
| 30   | 25   | 26   | 27   | 28   | 29   | 30   | 31   |

| August | August | August | August | August | August | August | August |
| Kw     | Mo     | Di     | Mi     | Do     | Fr     | Sa     | So     |
| ------ | ------ | ------ | ------ | ------ | ------ | ------ | ------ |
| 31     | 1      | 2      | 3      | 4      | 5      | 6      | 7      |
| 32     | 8      | 9      | 10     | 11     | 12     | 13     | 14     |
| 33     | 15     | 16     | 17     | 18     | 19     | 20     | 21     |
| 34     | 22     | 23     | 24     | 25     | 26     | 27     | 28     |
| 35     | 29     | 30     | 31     |        |        |        |        |

| September | September | September | September | September | September | September | September |
| Kw        | Mo        | Di        | Mi        | Do        | Fr        | Sa        | So        |
| --------- | --------- | --------- | --------- | --------- | --------- | --------- | --------- |
| 35        |           |           |           | 1         | 2         | 3         | 4         |
| 36        | 5         | 6         | 7         | 8         | 9         | 10        | 11        |
| 37        | 12        | 13        | 14        | 15        | 16        | 17        | 18        |
| 38        | 19        | 20        | 21        | 22        | 23        | 24        | 25        |
| 39        | 26        | 27        | 28        | 29        | 30        |           |           |

| Oktober | Oktober | Oktober | Oktober | Oktober | Oktober | Oktober | Oktober |
| Kw      | Mo      | Di      | Mi      | Do      | Fr      | Sa      | So      |
| ------- | ------- | ------- | ------- | ------- | ------- | ------- | ------- |
| 39      |         |         |         |         |         | 1       | 2       |
| 40      | 3       | 4       | 5       | 6       | 7       | 8       | 9       |
| 41      | 10      | 11      | 12      | 13      | 14      | 15      | 16      |
| 42      | 17      | 18      | 19      | 20      | 21      | 22      | 23      |
| 43      | 24      | 25      | 26      | 27      | 28      | 29      | 30      |
| 44      | 31      |         |         |         |         |         |         |

| November | November | November | November | November | November | November | November |
| Kw       | Mo       | Di       | Mi       | Do       | Fr       | Sa       | So       |
| -------- | -------- | -------- | -------- | -------- | -------- | -------- | -------- |
| 44       |          | 1        | 2        | 3        | 4        | 5        | 6        |
| 45       | 7        | 8        | 9        | 10       | 11       | 12       | 13       |
| 46       | 14       | 15       | 16       | 17       | 18       | 19       | 20       |
| 47       | 21       | 22       | 23       | 24       | 25       | 26       | 27       |
| 48       | 28       | 29       | 30       |          |          |          |          |

| Dezember | Dezember | Dezember | Dezember | Dezember | Dezember | Dezember | Dezember |
| Kw       | Mo       | Di       | Mi       | Do       | Fr       | Sa       | So       |
| -------- | -------- | -------- | -------- | -------- | -------- | -------- | -------- |
| 48       |          |          |          | 1        | 2        | 3        | 4        |
| 49       | 5        | 6        | 7        | 8        | 9        | 10       | 11       |
| 50       | 12       | 13       | 14       | 15       | 16       | 17       | 18       |
| 51       | 19       | 20       | 21       | 22       | 23       | 24       | 25       |
| 52       | 26       | 27       | 28       | 29       | 30       | 31       |          |

## Ereignisse

### Politik und Weltgeschehen

#### Waldshuterkrieg
- April: Das vom Adel in einem nicht erklärten Kleinkrieg stark bedrängte Mülhausen überfällt im Vertrauen auf den vor zwei Jahren geschlossenen Bündnisvertrag mit den Eidgenossen die dem Adel gehörigen Dörfer Rixheim und Sausheim. Die vorderösterreichischen Stände ziehen daraufhin am 15. Mai mit 4000 Mann vor Mülhausen und verheeren dessen Umgebung. Am 18. Juni erfolgt die Kriegserklärung von Bern, Solothurn und Freiburg im Üchtland an Herzog Siegmund.
- 25. Juni: Berner und Solothurner fallen von Basel her im Sundgau ein und ziehen über Blotzheim, Bartenheim und Habsheim Richtung Mülhausen und hinterlassen eine Spur der Zerstörung. Zürcher und Schwyzer Truppen folgen. Zu einer offenen Feldschlacht mit dem vorderösterreichischen Heer kommt es jedoch nicht, woraufhin sich die Eidgenossen am 16. Juli wieder zurückziehen.
- 6. Juli: Die Eidgenossen ziehen plündernd in den Schwarzwald auf Sankt Blasien.
- 20. Juli: Die Eidgenossen beschließen den Kriegszug auf Waldshut. Am 29. Juli beginnt die Belagerung der Stadt, die jedoch aufgrund von Streitigkeiten zwischen Zürich und Bern nicht erobert wird.
- 16. August: Auf Vermittlung von Basel und anderen beginnen Friedensverhandlungen.
- 27. August: Mit der Waldshuter Richtung endet der Waldshuterkrieg. In diesem Vertrag verpflichtet sich Herzog Siegmund von Österreich-Tirol bis zum 24. Juni 1469 eine Kriegsentschädigung von 10.000 Gulden zu bezahlen. Als Sicherheit dient den Eidgenossen Waldshut und der vorderösterreichische Schwarzwald. Der Waldshuterkrieg hat fast keine territorialen Veränderungen zur Folge. Einzige Ausnahme ist die Herrschaft Wessenberg südlich des Rheins mit den Dörfern Hottwil und Mandach, die von Bern erobert und der Landvogtei Schenkenberg angefügt wird.

#### Weitere Ereignisse im Reich
- 23. Juni: In der Schlacht von Straelen besiegt Adolf von Egmond, Herzog von Geldern, die Truppen Johanns I. von Kleve. Unmittelbarer Auslöser der Auseinandersetzungen ist die Besetzung der zum Herzogtum Geldern gehörenden Stadt Wachtendonk durch den Klever Herzog, der sich dabei auf Vereinbarungen mit dem vormaligen geldernschen Herzog Arnold von Egmond beruft, dem Vater des jetzigen Kontrahenten.
- 24. Juni: Mit der Zerstörung der Burg Lerchenfeld durch Herzog Albrecht IV. von Bayern-München beginnt der Böcklerkrieg.
- 1. Oktober: In der Schlacht bei Rájec und Zvole besiegt ein ungarisches Söldnerheer unter Franz von Hag die böhmischen Truppen. Zu den etwa 600 Gefallenen gehört auch der böhmische Heerführer Zdeněk Kostka von Postupitz.

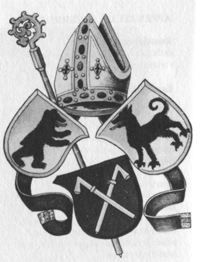
Wappen des Abts mit Wappen der Fürstabtei links oben und Grafschaft Toggenburg, rechts oben

- Die Fürstabtei St. Gallen erwirbt unter dem Abt Ulrich Rösch die Grafschaft Toggenburg. Durch die Erwerbungen mehrerer Gebiete wird der Klosterstaat zu einem frühneuzeitlichen Territorialstaat. Nach der Erwerbung Toggenburgs bürgerte sich im Sprachgebrauch für das zwischen Rorschach und Wil SG gelegene Kernland der Fürstabtei, das «Fürstenland», die Bezeichnung «Alte Landschaft» ein.
- Erste urkundliche Erwähnung des preußischen Kammergerichtes.

#### Westeuropa
- 28. Juli: Nachdem im Vorjahr von der dänischen Krone gecharterte Danziger Kapern englische Schiffe im Öresund aufgebracht haben, lässt König Edward IV. den Stalhof in London stürmen, die dortigen Kaufleute der Hanse vorübergehend festnehmen und mit ihrem Vermögen für den entstandenen Schaden haften.

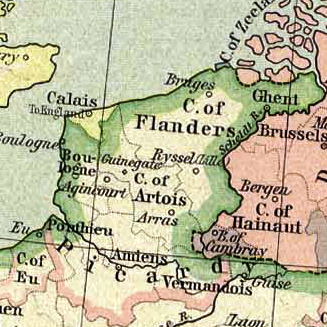
Flandern 1385–1477

- 14. Oktober: König Ludwig XI. von Frankreich und Herzog Karl der Kühne aus Burgund verständigen sich im Frieden von Péronne über französischen Besitz in der Grafschaft Flandern.
- Die Orkney- und Shetlandinseln werden von König Christian I. von Norwegen, Schweden und Dänemark an Schottland übertragen zur Sicherstellung der Mitgift für seine Tochter Margarethe von Dänemark, die im folgenden Jahr König James III. von Schottland heiraten soll.

#### Afrika
- 26. August: Ba’eda Mariam aus der Solomonischen Dynastie folgt seinem verstorbenen Vater Zara Yaqob als negus auf den Thron von Äthiopien.
- Das Songhaireich erobert Timbuktu und die Handelsstadt Djenné.

### Kultur und Gesellschaft
- In San Marino findet die letzte Hinrichtung vor der Abschaffung der Todesstrafe statt.
- 1468 oder um 1470: Der Flachsland-Teppich wird gefertigt. Der Auftraggeber, der Röttler Landvogt Hans von Flachslanden schenkt den Teppich seiner zweiten Gattin Barbara von Breitenlandenberg zur Hochzeit.

### Religion

#### Buddhismus
- Der Smaragd-Buddha wird in Wat Chedi Luang aufgestellt.

#### Christentum
- 6. Januar: Papst Paul II. gestattet die Verehrung des Augsburger Bischofs Simpert als Heiligen.
- 9. Februar: Herzog Siegmund von Bayern-München und Fürstbischof Johann IV. Tulbeck von Freising legen den Grundstein für die neue Marienkirche in München. Zunächst wird noch um die alte Marienkapelle herum gebaut.
- Der Dominikanerpater Alanus de Rupe gründet im flandrischen Douai die erste Rosenkranzbruderschaft (Confratria Psalterii D. N. Jesu Christi et Mariae Virginis).

### Katastrophen
- 14. August: Ein verheerender Brand zerstört zahlreiche Häuser in Sarnen.

## Geboren

### Erstes Halbjahr
- 26. Januar: Guillaume Budé, französischer Philologe, Humanist, Diplomat und Bibliothekar am Hof von Franz I. († 1540)
- 14. Februar: Johannes Werner, deutscher Pfarrer, Mathematiker, Astronom, Astrologe, Geograph und Kartograph († 1522)
- 29. Februar: Alessandro Farnese, als Paul III. Papst († 1549)
- 29. März: Karl I., Herzog von Savoyen († 1490)
- 27. April: Friedrich Jagiello, polnischer Prinz und Herzog von Litauen, Bischof von Krakau, Erzbischof von Gniezno sowie Primas von Polen-Litauen († 1503)
- 29. Juni: Uriel von Gemmingen, Erzbischof von Mainz († 1514)

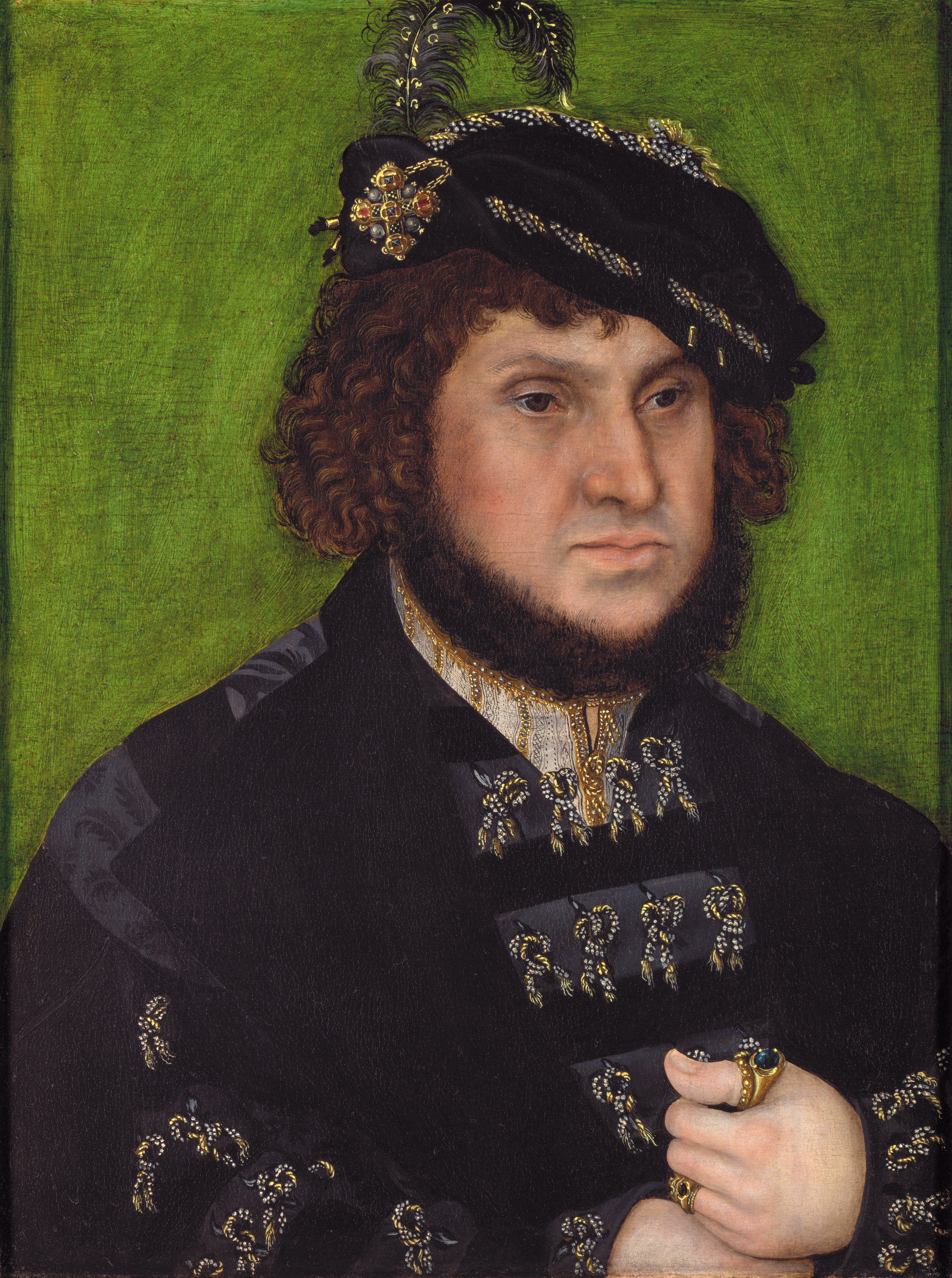
Johann der Beständige
(Lucas Cranach d. Ä., 1509)

- 30. Juni: Johann der Beständige, Kurfürst von Sachsen († 1532)

### Zweites Halbjahr

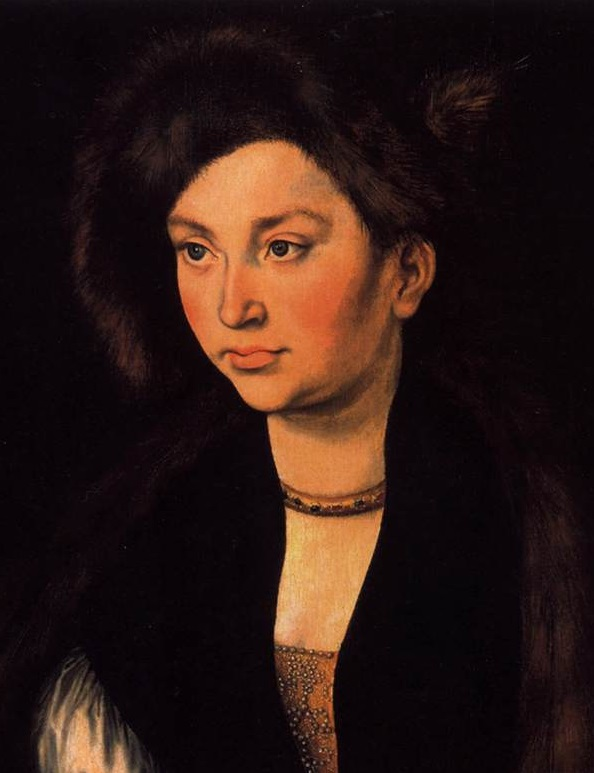
Katharina von Sachsen
(Lucas Cranach d. Ä.)

- 24. Juli: Katharina von Sachsen, Erzherzogin von Österreich († 1524)
- 03. August: Albrecht I., Herzog von Münsterberg und Oels sowie Graf von Glatz († 1511)
- 15. August: Philipp von Solms-Lich, kaiserlicher und kurfürstlicher Rat, Graf von Solms zu Lich († 1544)
- 27. September: Siegmund, Markgraf von Brandenburg-Kulmbach († 1495)
- 21. Dezember: William Conyers, 1. Baron Conyers, nordenglischer Adeliger († 1524)
- 000Dezember: Basilius der Selige, russischer Heiliger († 1552 oder 1557)

### Genaues Geburtsdatum unbekannt
- Busso X. von Alvensleben, katholischer kirchlicher Diplomat und Bischof von Havelberg († 1548)
- Arnold von Brauweiler, deutscher Kaufmann und Bürgermeister von Köln († 1552)
- Hermann von dem Busche, deutscher Humanist († 1534)
- Marco Della Robbia, italienischer Bildhauer und Dominikaner († nach 1532)
- Cornelis Engelbrechtsen, niederländischer Maler († 1533)
- Heinrich I., Herzog von Braunschweig-Lüneburg († 1532)
- Gotthard III. von Hoeveln, Bürgermeister der Hansestadt Lübeck († 1555)
- Ibn-i Kemal, osmanischer Gelehrter und Historiograf († 1534)
- Jean II., Herr von Monaco († 1505)
- Robert II. de La Marck, Gouverneur von Bouillon und Herr von Sedan († 1536)
- Walburga von Manderscheid, deutsche Adelige († 1530/35)
- Pedro Alonso Niño, spanischer Seefahrer und Entdecker († 1505)
- Octavien de Saint-Gelais, französischer Kleriker, Dichter und Übersetzer († 1502)
- George Talbot, 4. Earl of Shrewsbury, englischer Adeliger († 1538)
- Wang Jiusi, chinesischer Beamter, Literat und Dramatiker († 1551)
- Matthäus Lang von Wellenburg, Salzburger Erzbischof und Kardinal († 1540)

### Geboren um 1468
- Johannes Caesarius, deutscher Arzt und Humanist († 1550)
- Andreas Knöpken, deutscher Priester und erster Reformator Rigas († 1539)
- 1468/1469: Pedro Álvares Cabral, portugiesischer Seefahrer, einer der Entdecker von Brasilien († 1520)

## Gestorben

### Todesdatum gesichert
- 17. Januar: Skanderbeg, albanischer Fürst und Nationalheld (* 1405)
- 03. Februar: Johannes Gutenberg, deutscher Erfinder des Buchdrucks mit beweglichen Lettern (* zwischen 1397 und 1400)
- 13. Februar: Juana Enríquez, Königin von Aragón (* 1425)
- 20. April: Martin Lupáč, tschechischer Theologe und Diplomat der Hussiten
- 18. Mai: Johannes Hartlieb, deutscher Arzt, Hofdichter und Übersetzer (* um 1400)
- 06. Juni: Adrian von Borsselen, Herr von Brigdamme, Zoutelande und Sint Laurens (* um 1417)
- 30. Juni: Eleonore Talbot, Mätresse des englischen Königs Eduard IV. (* um 1435)
- 03. August: Henning Iven, Bischof von Cammin
- 22. August: Charles de Melun, Seigneur von Normanville und Lumigny, Baron von Les Landes sowie Berater und Kammerherr des französischen Königs
- 26. August: Zara Yaqob, Kaiser von Äthiopien (* 1399)
- 23. September: Sejo, 7. König der Joseon-Dynastie in Korea (* 1417)
- 26. September: Juan de Torquemada, spanischer Theologe (* 1388)
- 09. Oktober: Sigismondo Malatesta, italienischer Condottiere, Dichter und Kunstmäzen (* 1417)
- 23. Oktober: Bianca Maria Visconti, Herzogin von Mailand (* 1425)
- 24. November: Jean de Dunois, Großkämmerer von Frankreich (* 1402)
- 28. Dezember: Jean Michel, Bischof von Lausanne

### Genaues Todesdatum unbekannt
- Ralph Pudsey, englischer Ritter (* um 1390)